# Hausjärvi
Hausjärvi är en kommun i landskapet Egentliga Tavastland i Finland. Hausjärvi har cirka 8 143 invånare och har en yta på 398,78 km².
Hausjärvi är enspråkigt finskt.
Hausjärvis tre tätorter heter Ois (Oitti), Hikie (Hikiä) och Ryttylä. Järnvägsstationer för persontrafik finns i Hikie, Ois och Mommila på Riihimäki-Sankt Petersburg-banan och i Ryttylä på Riihimäki-Tammerfors-banan.

## Politik

### Mandatfördelning i Hausjärvi, valen 1976–2021
| 2 | 10 | 6 | 2 | 7 |

| 2 | 10 | 6 |  | 8 |

|  | 9 | 7 |  | 9 |

| 10 | 7 |  | 9 |

|  | 14 |  | 7 | 2 | 10 |

|  | 13 | 8 | 3 | 10 |

|  | 12 |  | 9 | 3 | 9 |

|  | 12 | 11 | 2 | 9 |

| 22 | 13 |

|  | 11 |  | 11 | 2 | 9 |

| 23 | 12 |

|  | 9 |  | 5 | 10 |  | 8 |

| 24 | 11 |

| 3 | 6 |  | 2 | 9 |  | 7 |

| 18 | 11 |

|  | 5 |  | 6 | 8 |  | 7 |

| 18 | 11 |

## Demografi

### Befolkningsutveckling
| Befolkningsutvecklingen i Hausjärvi kommun 1975–2020                                                         | Befolkningsutvecklingen i Hausjärvi kommun 1975–2020 | Befolkningsutvecklingen i Hausjärvi kommun 1975–2020 | Befolkningsutvecklingen i Hausjärvi kommun 1975–2020 | Befolkningsutvecklingen i Hausjärvi kommun 1975–2020 |
| --- | ---------------------------------------------------- | ---------------------------------------------------- | ---------------------------------------------------- | ---------------------------------------------------- |
| |                                                      |                                                      |                                                      |                                                      |
| År |                                                      |                                                      | Folkmängd                                            |                                                      |
| 1975 | 1975                                                 |                                                      | 7 481                                                |                                                      |
| 1980 | 1980                                                 |                                                      | 7 264                                                |                                                      |
| 1985 | 1985                                                 |                                                      | 7 434                                                |                                                      |
| 1990 | 1990                                                 |                                                      | 7 943                                                |                                                      |
| 1995 | 1995                                                 |                                                      | 8 143                                                |                                                      |
| 2000 | 2000                                                 |                                                      | 8 107                                                |                                                      |
| 2005 | 2005                                                 |                                                      | 8 419                                                |                                                      |
| 2010 | 2010                                                 |                                                      | 8 815                                                |                                                      |
| 2015 | 2015                                                 |                                                      | 8 729                                                |                                                      |
| 2020 | 2020                                                 |                                                      | 8 175                                                |                                                      |
| Anm: Uppgifterna avser förhållandena den 31 december nämnda år enligt områdesindelningen den 1 januari 2022. |                                                      |                                                      |                                                      |                                                      |

### Språk
Befolkningen efter språk (modersmål) den 31 december 2022. Finska, svenska och samiska räknas som inhemska språk då de har officiell status i landet. Resten av språken räknas som främmande. För språk med färre än 10 talare är siffran dold av Statistikcentralen på grund av sekretesskäl.
| Språk                        | Talare 2022-12-31 | Talare 2022-12-31 |
| Språk                        | Antal             | Andel (%)         |
| ---------------------------- | ----------------- | ----------------- |
| Hela befolkningen            | 8 031             | 100,0             |
| Inhemska språk totalt        | 7 768             | 96,7              |
| Finska                       | 7 728             | 96,2              |
| Svenska                      | 40                | 0,5               |
| Främmande språk totalt       | 263               | 3,3               |
| Estniska                     | 104               | 1,3               |
| Ryska                        | 44                | 0,5               |
| Tyska                        | 14                | 0,2               |
| Thailändska                  | 14                | 0,2               |
| Språk med färre än 10 talare | 87                | 1,1               |

|  | Finska (96,2 %) |

|  | Svenska (0,5 %) |

|  | Främmande språk (3,3 %) |

|  | Finska (96,2 %) |

|  | Svenska (0,5 %) |

|  | Främmande språk (3,3 %) |